# Ikosaeder
Et ikosaeder (flertal: -edre) er et polyeder som har 20 sideflader. Sidefladerne af et regulært ikosaeder er ligesidede trekanter. Etymologi (16. århundrede): fra græsk eikosaedron af eikosi = "tyve" + -edron -eder]. Som tillægsord: "ikosaedralsk".
I geometri er det regulære ikosaeder et af de fem Platoniske legemer. Det er et konvekst, regulært polyeder sammensat af tyve trekantede sideflader, grupperet med fem trekanter, der mødes i hvert af de tolv hjørner (se den roterende illustration). ikosaederet har 30 kanter. Dets duale polyeder er dodekaedret.
Arealet A og rumfanget V af et regulært ikosaeder med sidelængde a er:
{\displaystyle A=5{\sqrt {3}}a^{2}}
{\displaystyle V={\begin{matrix}{5 \over 12}\end{matrix}}(3+{\sqrt {5}})a^{3}}
Kanoniske koordinater for hjørnene af et ikosaeder med midtpunkt i origo er {(0,±1,±φ), (±1,±φ,0), (±φ,0,±1)}, hvor φ = (1+√5)/2 er det gyldne snit – bemærk at disse danner tre gyldne rektangler, som står vinkelret på hinanden (ortogonalt, se også tegningen). De 12 kanter af et oktaeder kan deles i det gyldne snit, sådan at de resulterende hjørner definerer et regulært ikosaeder. De fem oktaedre, som definerer et givet ikosaeder, danner en polyedrisk sammensætning.
Der findes forvrængninger af ikosaedret, som, skønt de ikke er regulære, alligevel er hjørne-uniforme. Disse er invariante under de samme rotationer af tetraedret og er nogenlunde tilsvarende til fejlterningen (?) og fejldodekaedret, inklusive nogle former som er chiralske og nogle, som har Th-symmetri, dvs. har andre symmetriplaner end tetraedret. Ikosaedret har et stort antal stjernegørelser, inklusive et af Kepler-Poinsotlegemerne og nogle af de regulære sammensætninger, som kunne blive diskuteret her.
Mange virustyper, inklusive HIV og herpes har form som et ikosaeder. Virusstrukturen er bygget af gentaget identiske protein-byggesten, og ikosaedret er en af de nemmeste former at samle ved brug af disse byggesten. Et regulært polyeder bruges, da det kan bygges fra ét enkelt enhedsprotein, som bruges igen og igen; dette sparer plads i det virale genom.
Indenfor bordrollespil såsom Dungeons and Dragons benyttes 20-sidede terninger (efter engelsk praksis kaldet d20).

## Ikosaeder mod dodekaeder
Modsat af, hvad man ville vente, fylder et ikosaeder indskrevet i en kugleflade mindre af kuglens rumfang (60,54%) end et dodekaeder, der er indskrevet i den samme kugleflade (66,49%).